# دولگینسکی
دولگینسکی (به لاتین: Dolginsky) یک منطقهٔ مسکونی در روسیه است که در استان آستراخان واقع شده‌است.